# Schwanheim (Schönbrunn)

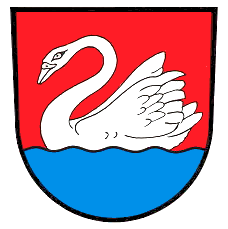
Wappen von Schwanheim

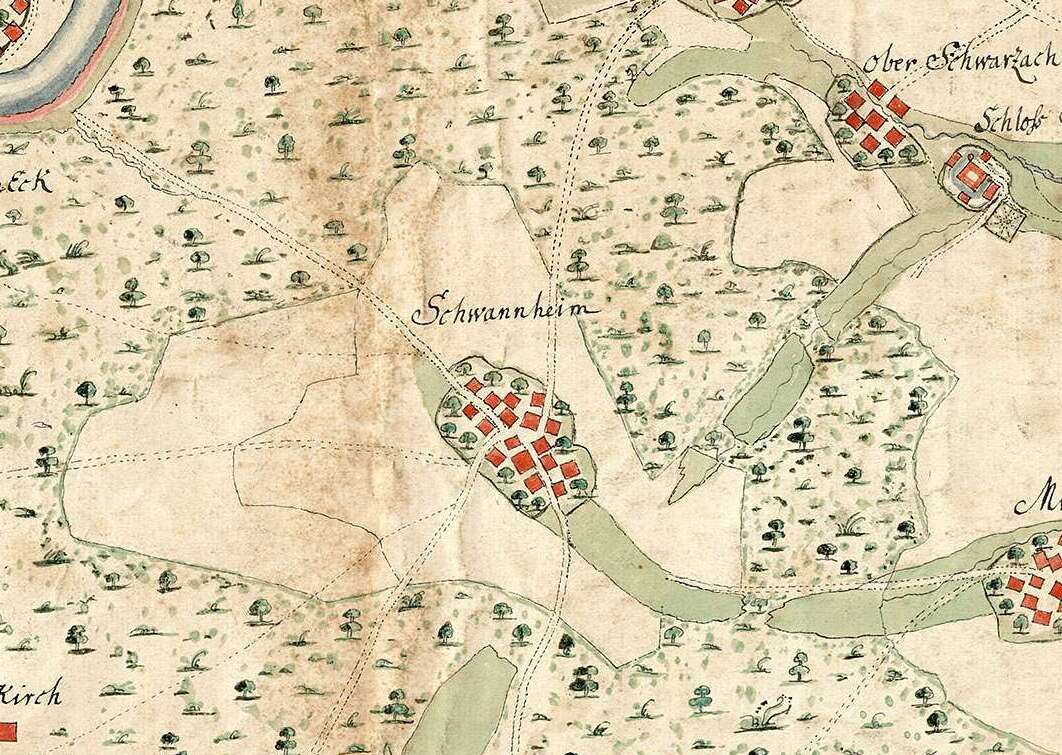
Schwanheim auf einer Karte von 1748

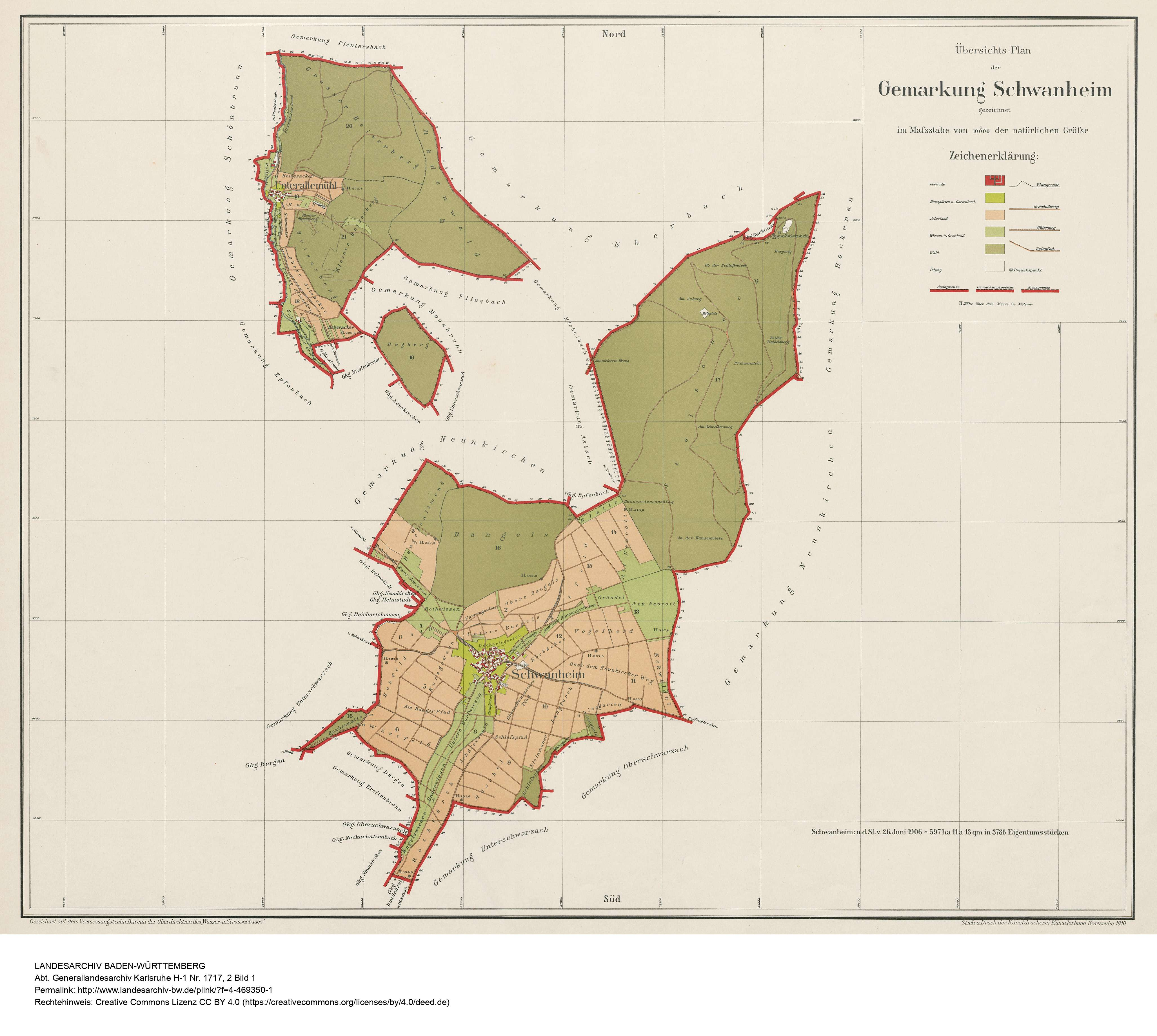
Gemarkung Schwanheim, Stand 1906

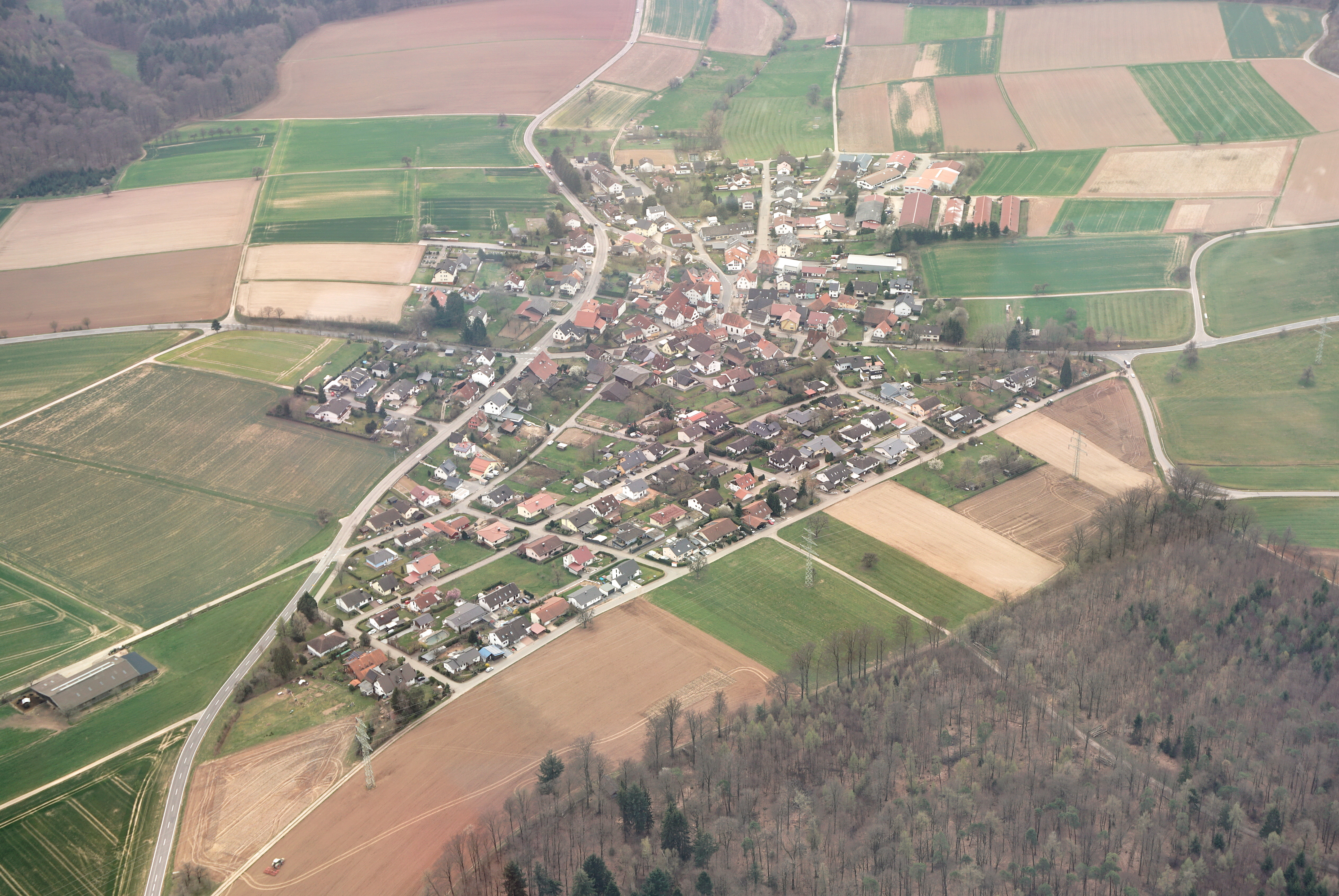
Luftbild von Schwanheim

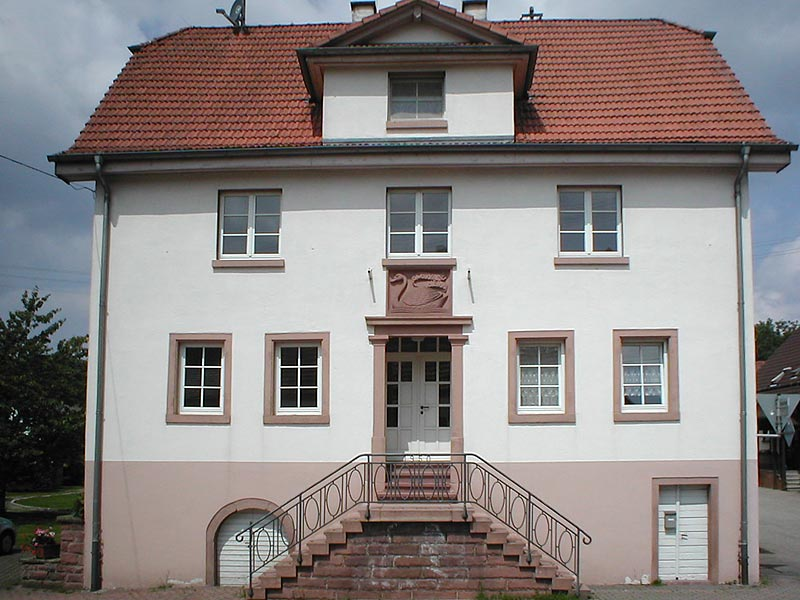
Das Rathaus von Schwanheim

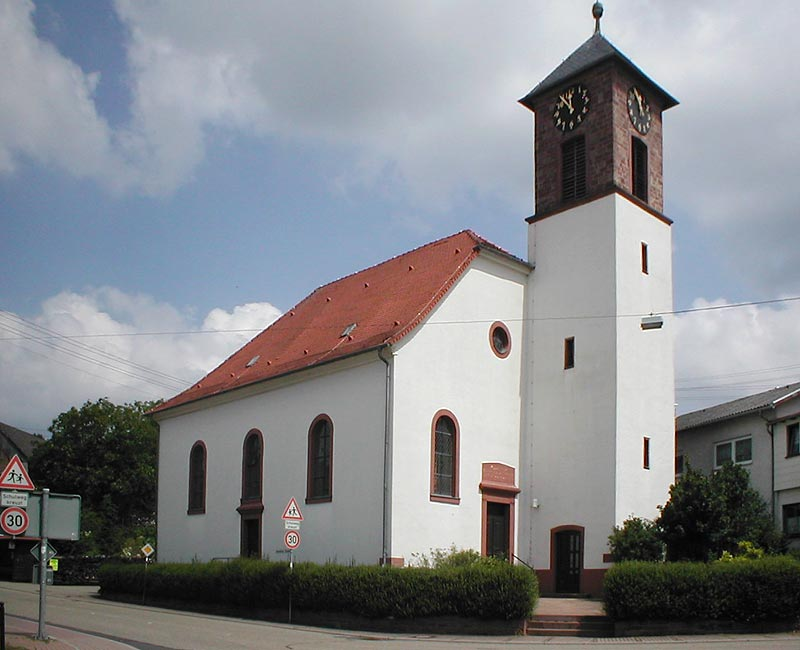
Die Kirche von Schwanheim

Schwanheim ist eine Ortschaft im Nordwesten von Baden-Württemberg. Es bildet heute einen Teil der Gemeinde Schönbrunn im Rhein-Neckar-Kreis.

## Geographie
Schwanheim bildet ein Haufendorf im Übergangsbereich zwischen dem kleinen Odenwald im Norden und dem Kraichgau im Süden. Auf seiner Gemarkung, die aus drei Teilen besteht, liegt auch Unterallemühl. Durch den Ort fließt der Forellenbach, der zum Schwarzbach entwässert.
Benachbarte Gemeinden (auch ehemalige) sind, beginnend im Norden und dann im Uhrzeigersinne, Pleutersbach, Eberbach, Rockenau, Neunkirchen, Oberschwarzach, Unterschwarzach, Daudenzell, Neckarkatzenbach, Breitenbronn, Bargen, Reichartshausen, Helmstadt, Asbach, Flinsbach, Moosbrunn, Michelbach, Epfenbach und Schönbrunn.

## Geschichte
Schwanheim bildet einen Ausbauort des Hochmittelalters, dessen landwirtschaftlich nutzbare Fläche durch Brandrodung im Forst des Hochstifts Worms entstand. 1369 wurde es urkundlich erstmals erwähnt als Schwanden, der Name bezieht sich auf die Freimachung von Ackerflächen im Wald durch Schwendbau.
Schwanheim zählte zur Stüber Zent. Nachdem sie mehrfach verpfändet worden war, kam sie 1380 zur Kurpfalz. Mit deren Auflösung 1803 fiel der Ort an Baden.

## Verwaltungszugehörigkeit
Zu Zeiten der Kurpfalz gehörte Schwanheim zum Unteramt Dilsberg, das dem Oberamt Heidelberg unterstand. In Baden kam der Ort zum Bezirksamt Neckargemünd, das 1857 aufgelöst wurde. Nun zählte Schwanheim zunächst zum Bezirksamt Eberbach, 1924 dann zum Bezirksamt Heidelberg, aus dem 1939 der gleichnamige Landkreis wurde.
Die Ortsherrschaft bestand aus einem Kondominat, an dem die Herren der Burgen Helmstadt, Schwarzach und Minneburg Anteile hatten. Erst 1813 wurde es aufgelöst.

## Gemeinde
Schwanheim hatte früher eine eigene Gemeinde gebildet. Zu einem Rathaus ist sie erst im 19. Jahrhundert durch Ankauf eines Bauernhofes gekommen. 1951 wurde es umgebaut, um es den aktuellen Bedürfnissen anzupassen.
Anfang 1972 wurde Schwanheim, gemeinsam mit Haag und Moosbrunn, nach Schönbrunn eingemeindet.

## Verkehr
Am Ostrand von Schwanheim verläuft die Landesstraße 590, die in Eberbach beginnt, weiter nach Aglasterhausen im Süden führt und in Hüffenhardt endet. Sie wird hier gequert von der Kreisstraße 4105, die, unter Wechsel der Nummerierung, von Hirschhorn im Westen kommt und weiter nach Neunkirchen im Osten führt.

## Religiöses
Die überwiegend reformierten Einwohner von Schwanheim mussten früher für die Besuche von Gottesdiensten die Kirche in Neunkirchen besuchen. 1820 legte die Gemeinde einen eigenen Friedhof an. Es folgte eine evangelische Kirche, die 1822 geweiht wurde.

## Persönlichkeiten

### Söhne und Töchter des Ortes
- August Rumm (1888–1950), Maler und Lithograph